# راسويروس
بلدية راسويروس (بالإسبانية: Rasueros) هي بلدية تقع في مقاطعة آبلة التابعة لمنطقة قشتالة وليون وسط إسبانيا.

## الديموغرافيا
بلغ عدد سكان بلدية راسويروس 238 نسمة عام 2011 (وفقاً للمعهد الوطني للإحصاء الإسباني).
| 405 | 357 | 321 | 278 | 268 | 258 | 238 |